# فرهاد قاری حلیم‌اف
فرهاد قاری حلیم‌اُف (به ازبکی: Farhôd Qôri Halimov) (زادهٔ ۱۹۶۳ میلادی در سمرقند) غیچک‌نواز و بداهه‌نواز اهل سمرقند است.

## زندگی
فرهاد قاری حلیم‌اُف زادهٔ ۱۹۶۳ در سمرقند است. وی از ۱۹ تا ۲۳ سالگی به آموختن ساز غیچک در انستیتوی آموزشی صدرالدین عینی پرداخت و عضو آنسامبل سازی گلدسته به رهبری روشن حَمراقُل‌اُف شد.

## موسیقی
او گذشته از این‌که صاحب کارگان وسیعی در دو زبانِ فارسی تاجیکی و ازبکی است، آوازهای متعددی نیز روی اشعار کلاسیک تصنیف کرده و به‌خصوص در بداهه‌نوازی که در این منطقه بسیار نادر است تبحر دارد.

## آثار
از آثار وی آلبوم آواز فارسی در سمرقند است که در اردی‌بهشت سال ۱۳۹۱ در انتشارات ماهور ایران منتشر شده‌است. این مجموعه دوازده قطعه دارد و متن دفترچهٔ آن نوشتهٔ ژان دورینگ و ترجمهٔ ساسان فاطمی است.

## پی‌نوشت
1. 1 2 3 4  «آواز فارسی در سمرقند»،  موسیقی ما.